# La Interisleña

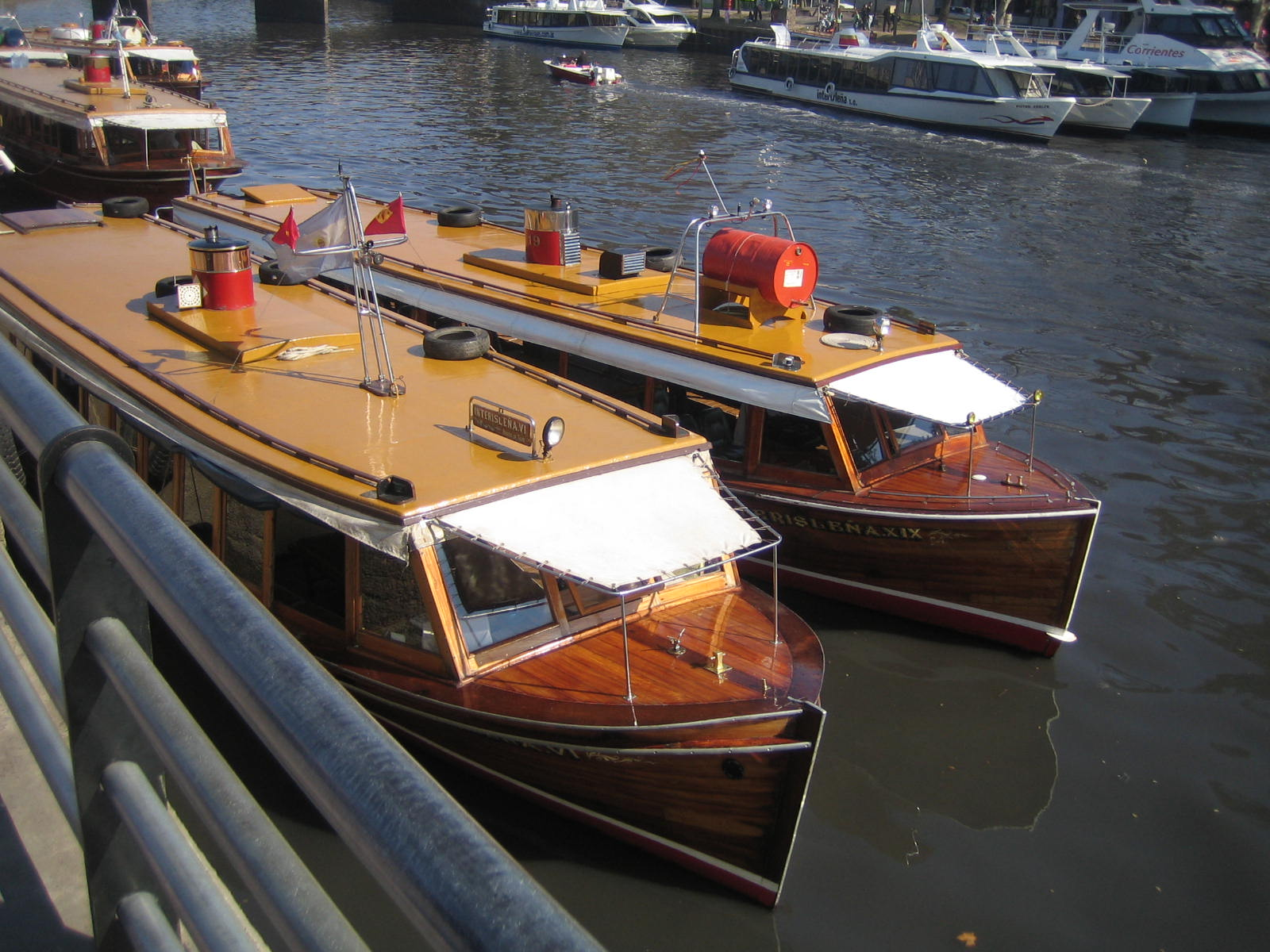
Lanchas colectivas pertenecientes a la empresa, estacionadas en la Estación fluvial de pasajeros "Domingo Faustino Sarmiento".

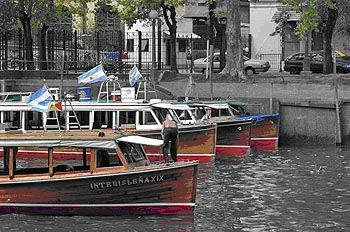
Lanchas colectivas de la empresa "Interisleña".

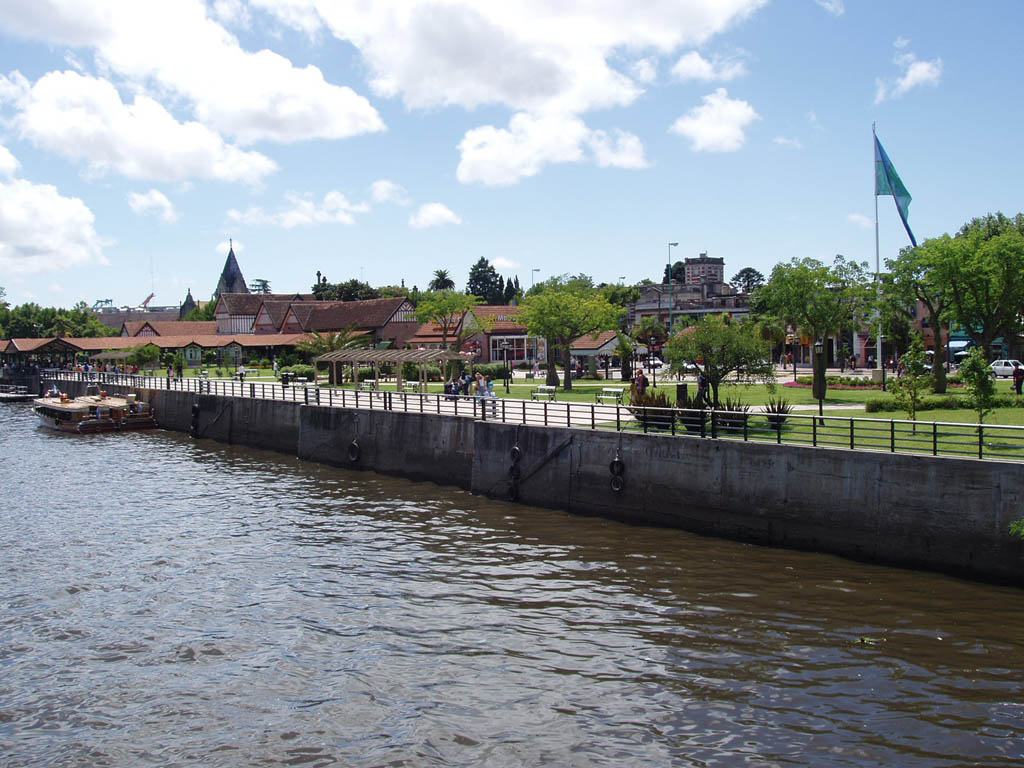
Imagen de la Estación Fluvial Domingo F. Sarmiento de Tigre.

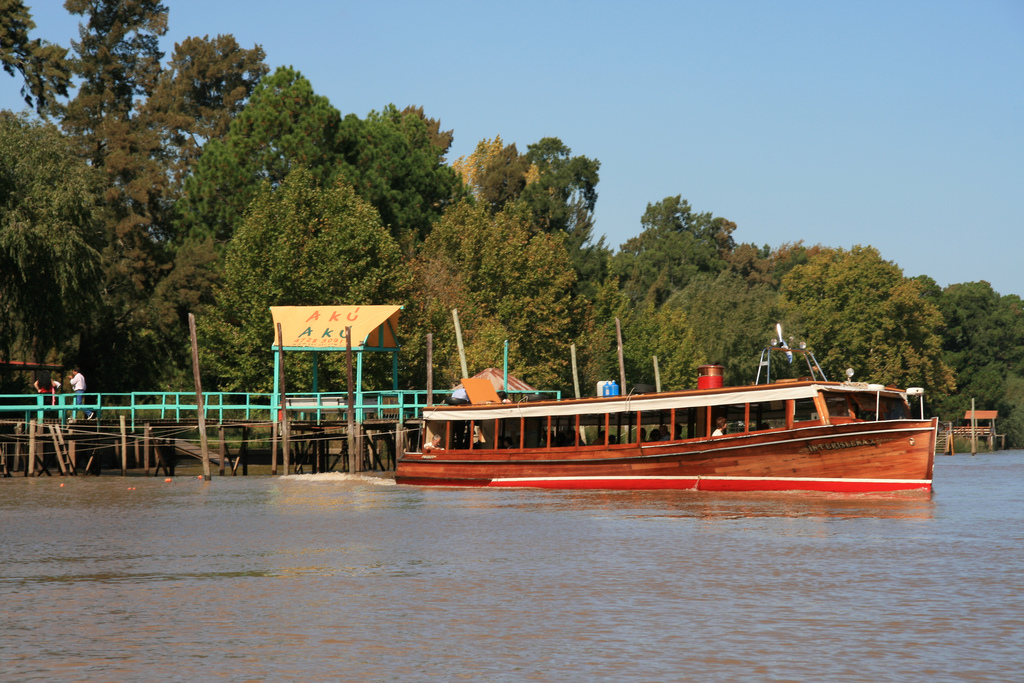
Lancha colectiva de la empresa "Interisleña".

La empresa "Interisleña" es una empresa de transporte que posee una flota de lanchas colectivas que realizan distintos recorridos dentro del delta del Paraná.
Es muy importante el papel que desarrolla esta empresa para la promoción de población en la zona de islas del Delta, así como también la promoción al turismo que desarrolla en las zonas cubiertas por sus recorridos.
La empresa es la más importante de 3 empresas de transporte que poseen Lanchas colectivas existentes, las otras son 
Jilguero y Líneas Delta Argentino.

## Estación fluvial de pasajeros "Domingo Faustino Sarmiento"
La empresa tiene su terminal en la Estación fluvial de pasajeros "Domingo Faustino Sarmiento" ubicada en la Ciudad de Tigre, estando ubicada en una zona muy turística con muchos centros de esparcimiento.
Específicamente ocupa la oficina 13 - Botelería 3 y 4 - Rampa 1